# Georgische Sowjetenzyklopädie

Ein Einband der Georgischen Sowjetenzyklopädie

Die Georgische Sowjetenzyklopädie (georgisch ქართული საბჭოთა ენციკლოპედია), kurz GSE (georgisch ქსე) ist die erste universelle Enzyklopädie auf Georgisch.
Zugleich ist das Werk auch ein eigenständiger Teil der Großen Sowjetischen Enzyklopädie.

## Edition
Die Georgische Sowjetenzyklopädie wurde als mehrbändiges Werk konzipiert und von der Georgischen Akademie der Wissenschaften ediert, es ist alphabetisch geordnet. Der erste Band konnte 1965 in Tiflis gedruckt werden. Die Enzyklopädie umfasst inzwischen 11 Bände sowie einen separaten 12. Band, welcher ausschließlich der Zeit der Georgischen Sozialistischen Sowjetrepublik (GSSR) gewidmet wurde. Dieser letzte Band wurde auch abweichend in Georgisch und in Russisch gedruckt.
Der Hauptredakteur war Irakli Abaschidse.